# SL125船団
SL125船団は、第二次世界大戦中に運航されたシエラレオネ (Sierra Leone) からリヴァプールへ向かう船団のうち125番目のものである。イギリス向けの積荷を積んだ船は南アメリカやアフリカ、インド洋からシエラ・レオネのフリータウンに集まり、そこで船団を組んだ。1942年10月16日に42隻の船がフリータウンを出航した。護衛はフラワー級コルベット4隻であった。
10月27日にドイツ潜水艦「U409」が船団を発見し報告した。「U509」が、10月27日夕方に7591トンのイギリス貨物船「パシフィック・スター (Pacific Star)」と6148トンのイギリス貨物船「ステントール (Stentor)」を、10月28日には5283トンのイギリス貨物船「Nagpore」を、10月29日には4772トンのイギリス貨物船「Britanny」と7131トンのイギリス貨物船「コリナルド (Corinaldo)」雷撃した。85人の船員が死亡し、1500トンの銅、10178トンの肉、6000トンの西アフリカ産の品、12632トンの雑多な貨物が失われた。
10月30日には「U409」が7519トンのイギリス貨物船「Bullmouth」と6373トンのイギリス貨物船「シルバーウィロー (Silverwillow)」を、「U659」が6405トンのイギリス貨物船「タズメイニア (Tasmania)」を、「U501」が5178トンのイギリス貨物船「ホープキャッスル (Hopecastle)」を、「U604」が11898トンのイギリス貨物船「President Doumer」と3642トンのイギリス貨物船「バロン・ヴァーノン (Baron Vernon)」を雷撃した。322人の船員が死亡し、5500トンの鉄鉱石、14500トンの雑多な貨物と8500トンの食品、鉄が失われた。
船団は11月9日にリヴァプールに到着した。SL125船団はSL船団の中で最大の損害を出した。